# Lijst van voorzitters van de Senaat (Frankrijk)
Er volgt een lijst van voorzitters van de Senaat van Frankrijk. De Senaat heet in het Frans Sénat; het is in Frankrijk een deel van de volksvertegenwoordiging.
De Senaat van Frankrijk werd in 1852 gesticht, tijdens het Tweede Franse Keizerrijk. Na de proclamatie van de Derde Franse Republiek in 1870 verdween zij voor korte tijd, om in 1876 weer in het leven te worden geroepen. Van 1946 tot 1958 heette de Senaat, onder de Vierde Franse Republiek, Raad van de Republiek (Conseil de la République). De eerste ervaring van Frankrijk met een senaat kwam onder de Directorium van 1795 tot 1799, toen de Raad van Ouden (Conseil des Anciens) de bovenkamer was.
De Franse grondwet legt voor dat de voorzitter van de Senaat de president van Frankrijk ad interim opvolgt als deze aftreedt, overlijdt, of er door het parlement een einde is gemaakt aan het gaand staatshoofdelijk ambtstermijn. Onder de Vijfde Franse Republiek heeft dat twee keer plaats gevonden, beide met voorzitter Alain Poher: in 1969 na het aftreden van president Charles de Gaulle en in 1974 na het overlijden van president Georges Pompidou.
Sinds 1 oktober 2014 is Gérard Larcher voorzitter van de Franse Senaat. Eerder bekleedde hij de functie van 1 oktober 2008 tot 30 september 2011.

## Directorium(1795-1799)

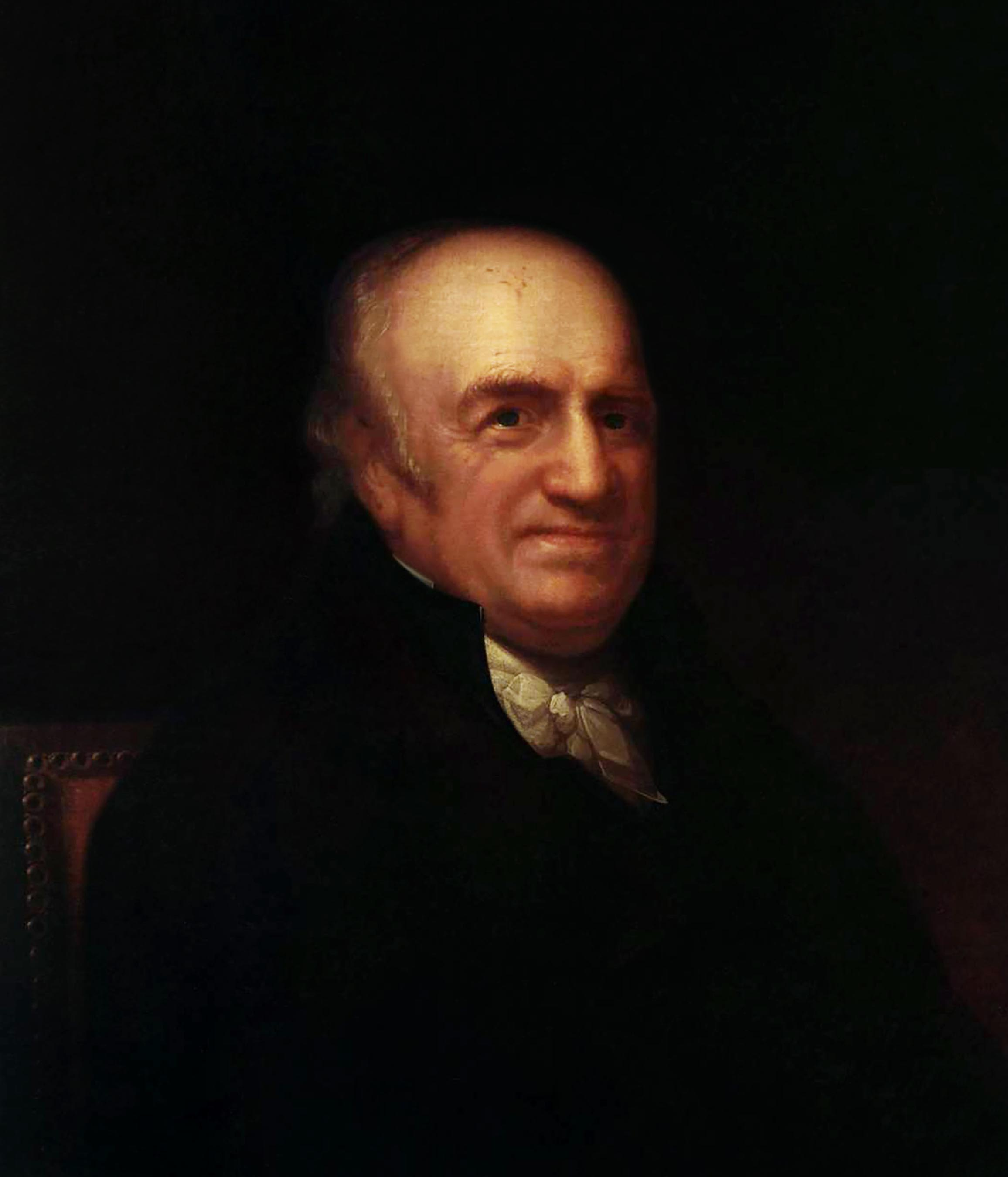
Pierre Samuel du Pont de Nemours

Voorzitters van de Conseil des Anciens:
| Voorzitters                                   | Begin termijn     | Einde termijn     |
| --------------------------------------------- | ----------------- | ----------------- |
| Claude Antoine Rudel du Miral                 | 28 oktober 1795   | 28 oktober 1795   |
| Louis-Marie de La Révellière-Lépeaux          | 28 oktober 1795   | 2 november 1795   |
| Pierre-Charles-Louis Baudin                   | 2 november 1795   | 23 november 1795  |
| François Denis Tronchet                       | 23 november 1795  | 22 december 1795  |
| Théodore Vernier                              | 22 december 1795  | 22 januari 1796   |
| Guillaume François Charles Goupil de Préfelne | 22 januari 1796   | 20 februari 1796  |
| Claude Ambroise Régnier                       | 20 februari 1796  | 21 maart 1796     |
| Jacques Antoine Creuzé-Latouche               | 21 maart 1796     | 20 april 1796     |
| Jean-Barthélemy Lecouteulx de Canteleu        | 20 april 1796     | 20 mei 1796       |
| Charles-François Lebrun                       | 20 mei 1796       | 19 juni 1796      |
| Jean-Étienne-Marie Portalis                   | 19 juni 1796      | 19 juli 1796      |
| Jean Dussaulx                                 | 19 juli 1796      | 18 augustus 1796  |
| Honoré Muraire                                | 18 augustus 1796  | 23 september 1796 |
| Roger Ducos                                   | 23 september 1796 | 22 oktober 1796   |
| Jean-Girard Lacuée                            | 22 oktober 1796   | 21 november 1796  |
| Jean-Jacques Bréard                           | 21 november 1796  | 21 december 1796  |
| Boniface Paradis                              | 21 december 1796  | 20 januari 1797   |
| Sébastien Ligeret de Beauvais                 | 20 januari 1797   | 19 februari 1797  |
| Joseph Clément Poullain de Grandprey          | 19 februari 1797  | 21 maart 1797     |
| Jean François Bertrand Delmas                 | 21 maart 1797     | 20 april 1797     |
| Edme-Bonaventure Courtois                     | 20 april 1797     | 20 mei 1797       |
| François Barbé-Marbois                        | 20 mei 1797       | 19 juni 1797      |
| Louis Bernard de Saint-Affrique               | 19 juni 1797      | 19 juli 1797      |
| Pierre Samuel du Pont de Nemours              | 19 juli 1797      | 18 augustus 1797  |
| André-Daniel Laffon de Ladebat                | 18 augustus 1797  | 4 september 1797  |
| Jean-Antoine Marbot                           | 6 september 1797  | 23 september 1797 |
| Emmanuel Crétet                               | 23 september 1797 | 22 oktober 1797   |
| Jean-Pierre Lacombe-Saint-Michel              | 22 oktober 1797   | 21 november 1797  |
| Jean François Philibert Rossée                | 21 november 1797  | 21 december 1797  |
| Jean-Baptiste Marragon                        | 21 december 1797  | 20 januari 1798   |
| Jean Rousseau                                 | 20 januari 1798   | 19 februari 1798  |
| Pardoux Bordas                                | 19 februari 1798  | 21 maart 1798     |
| Étienne Mollevaut                             | 21 maart 1798     | 20 april 1798     |
| Jacques Poisson de Coudreville                | 20 april 1798     | 20 mei 1798       |
| Claude Ambroise Régnier                       | 20 mei 1798       | 19 juni 1798      |
| Jean-Antoine Marbot                           | 19 juni 1798      | 19 juli 1798      |
| Étienne Maynaud de Bizefranc de Lavaux        | 19 juli 1798      | 18 augustus 1798  |
| Pierre-Antoine Lalloy                         | 18 augustus 1798  | 23 september 1798 |
| Benoît Michel Decomberousse                   | 23 september 1798 | 22 oktober 1798   |
| Emmanuel Pérès de Lagesse                     | 22 oktober 1798   | 21 november 1798  |
| Jean-Augustin Moreau de Vormes                | 21 november 1798  | 21 december 1798  |
| Jean-Baptiste Perrin des Vosges               | 21 december 1798  | 20 januari 1799   |
| Dominique Joseph Garat                        | 20 januari 1799   | 19 februari 1799  |
| Jean-Aimé Delacoste                           | 19 februari 1799  | 21 maart 1799     |
| Mathieu Depère                                | 21 maart 1799     | 20 april 1799     |
| Claude-Pierre de Delay d'Agier                | 20 april 1799     | 20 mei 1799       |
| Claude-Christophe Gourdan                     | 20 mei 1799       | 19 juni 1799      |
| Pierre-Charles-Louis Baudin                   | 19 juni 1799      | 19 juli 1799      |
| Louis-Thibaut Dubois-Dubais                   | 19 juli 1799      | 18 augustus 1799  |
| Mathieu-Augustin Cornet                       | 18 augustus 1799  | 24 september 1799 |
| Joseph Cornudet des Chaumettes                | 24 september 1799 | 23 oktober 1799   |
| Louis-Nicolas Lemercier                       | 23 oktober 1799   | 10 november 1799  |

## Consulaat(1799-1804)

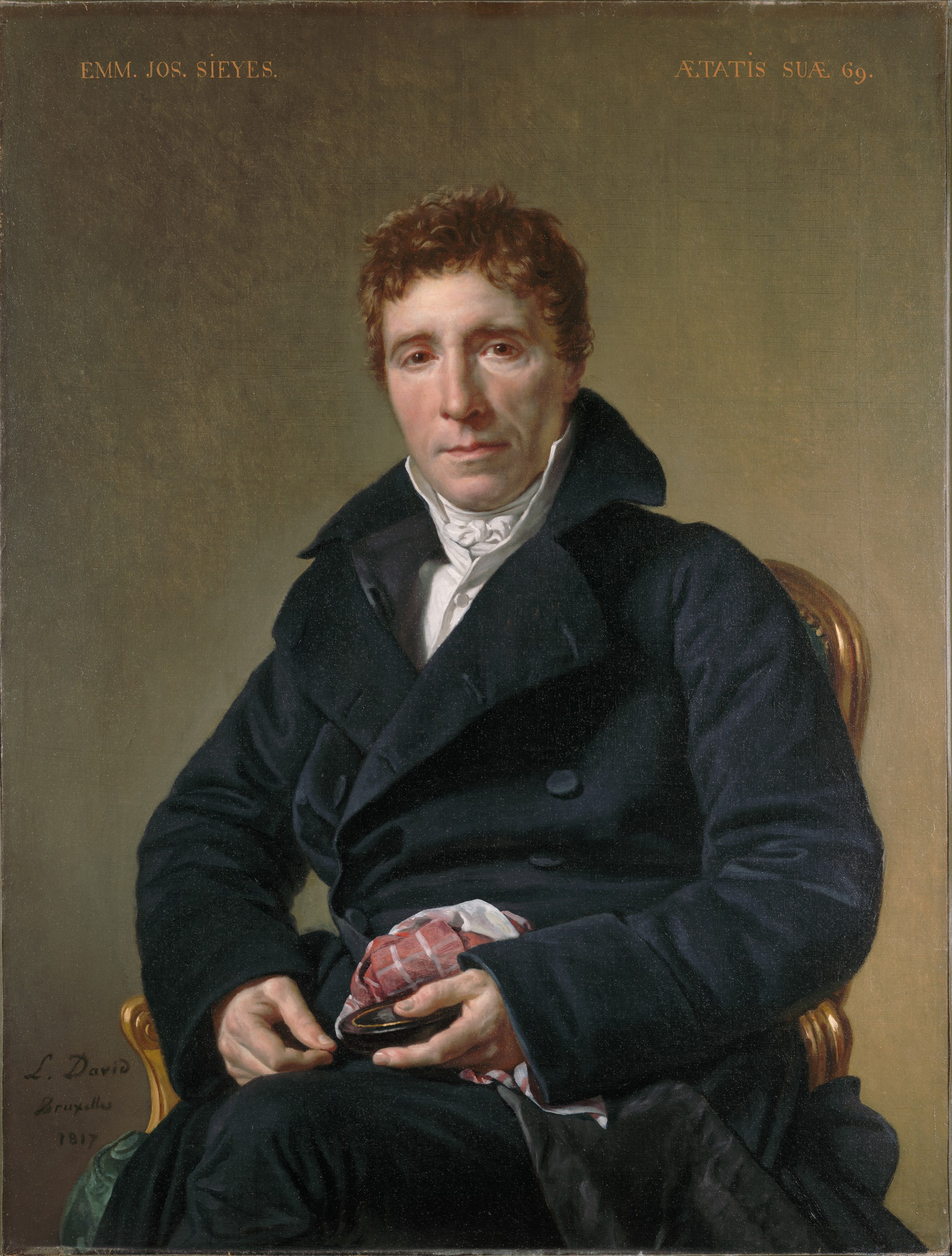
Emmanuel-Joseph Sieyès

Voorzitters van de Sénat conservateur:
| Voorzitters                    | Begin termijn    | Einde termijn    |
| ------------------------------ | ---------------- | ---------------- |
| Emmanuel-Joseph Sieyès         | 27 december 1799 | 13 februari 1800 |
| François Barthélemy            | 13 februari 1800 | 27 februari 1801 |
| François Denis Tronchet        | 27 februari 1801 | 2 augustus 1801  |
| François Christophe Kellermann | 2 augustus 1801  | 18 januari 1802  |
| Louis-Nicolas Lemercier        | 18 januari 1802  | 4 augustus 1802  |

## Eerste Franse Keizerrijk(1804-1814)

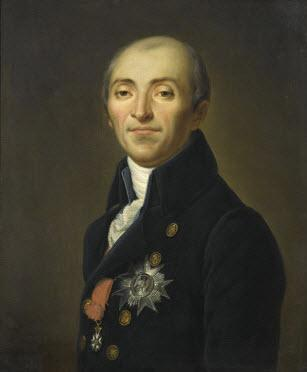
Bernard Germain de Lacépède

Voorzitters van de Sénat conservateur:
| Voorzitters                           | Begin termijn | Einde termijn |
| ------------------------------------- | ------------- | ------------- |
| Nicolas-Louis François de Neufchâteau | 19 mei 1804   | 19 mei 1806   |
| Gaspard Monge                         | 19 mei 1806   | 1 juli 1807   |
| Bernard Germain de Lacépède           | 1 juli 1807   | 1 juli 1808   |
| Jean-Denis-René de Saint-Vallier      | 1 juli 1808   | 1 juli 1809   |
| Germain Garnier                       | 1 juli 1809   | 1 juli 1811   |
| Bernard Germain de Lacépède           | 1 juli 1811   | 1 juli 1813   |
| François Barthélemy                   | 1 juli 1813   | 14 april 1814 |

## Restauratie(1814-1830)

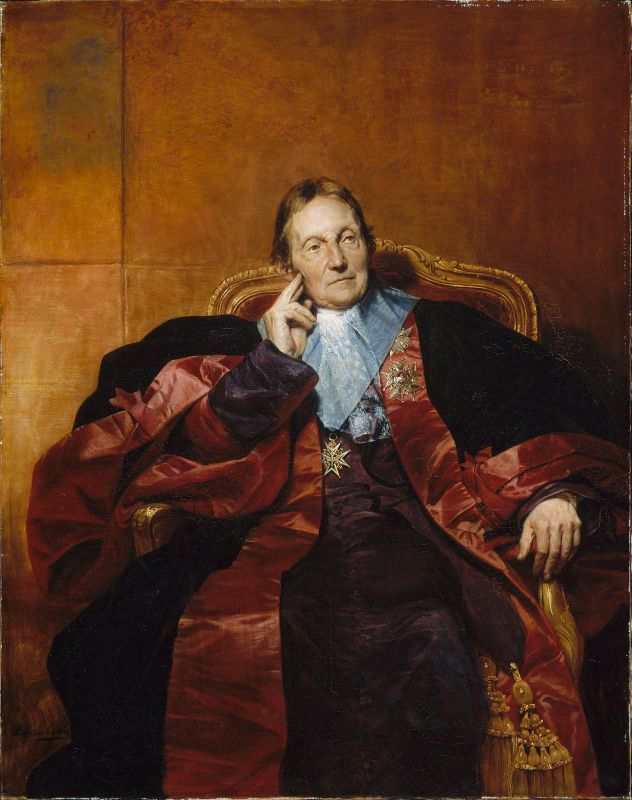
Claude-Emmanuel de Pastoret

Voorzitters van de Chambre des pairs:
| Voorzitters                      | Begin termijn    | Einde termijn    |
| -------------------------------- | ---------------- | ---------------- |
| Charles-Henri Dambray            | 4 juni 1814      | 20 maart 1815    |
| Jean-Jacques-Régis de Cambacérès | 2 juni 1815      | 7 juli 1815      |
| Charles-Henri Dambray            | 12 oktober 1815  | 12 december 1829 |
| Claude-Emmanuel de Pastoret      | 17 december 1829 | 3 augustus 1830  |

## Julimonarchie(1830-1848)
Voorzitters van de Chambre des pairs:
| Voorzitters            | Begin termijn   | Einde termijn    |
| ---------------------- | --------------- | ---------------- |
| Étienne-Denis Pasquier | 3 augustus 1830 | 24 februari 1848 |

## Tweede Franse Keizerrijk(1852-1870)

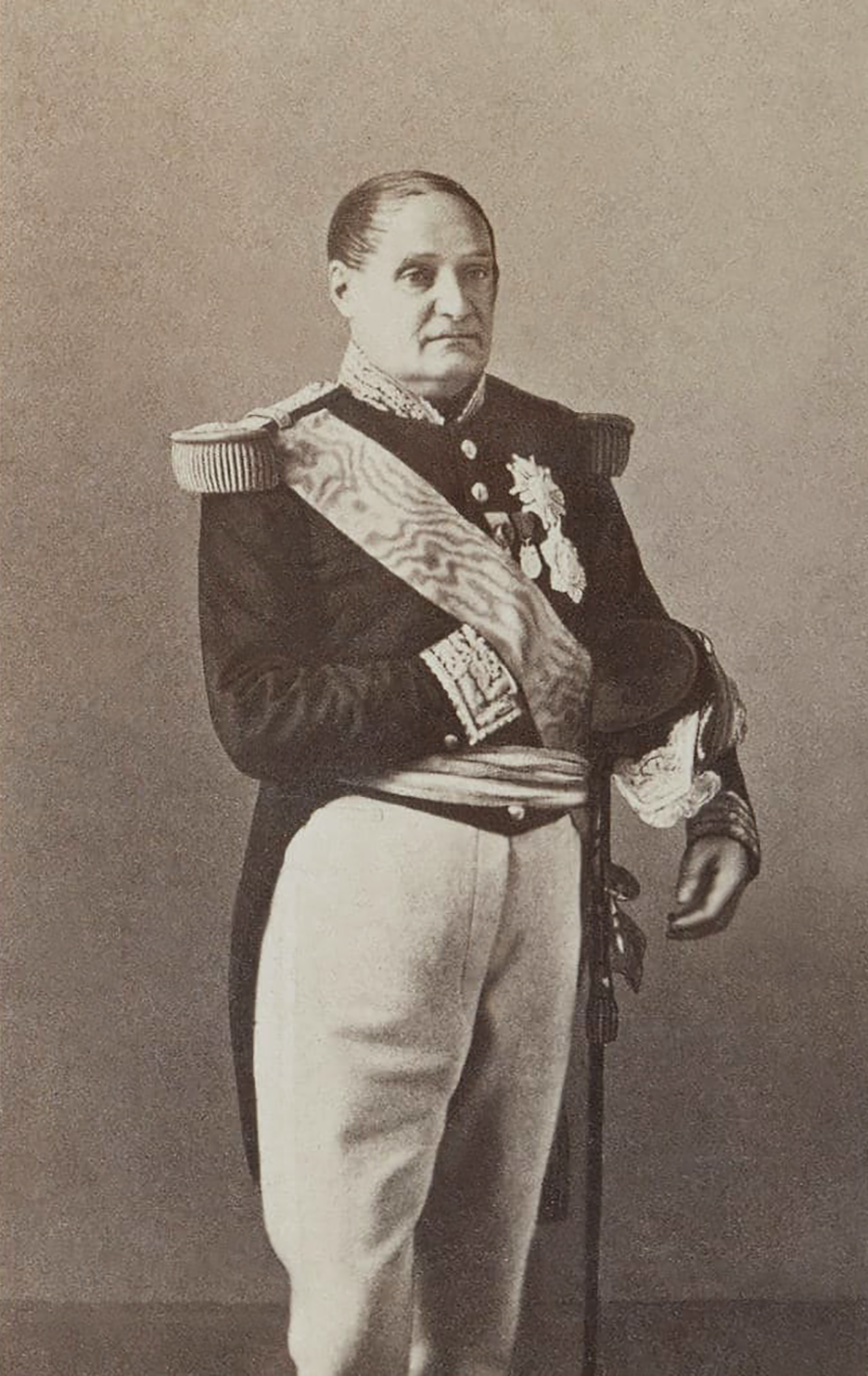
Prins Jérôme Bonaparte

Voorzitters van de Senaat:
| Voorzitters               | Begin termijn    | Einde termijn    |
| ------------------------- | ---------------- | ---------------- |
| Prins Jérôme Bonaparte    | 28 januari 1852  | 30 november 1852 |
| Raymond-Théodore Troplong | 30 december 1852 | 1 maart 1870     |
| Adrien Marie Devienne     | 3 maart 1869     | 20 juli 1869     |
| Eugène Rouher             | 20 juli 1869     | 4 september 1870 |

## Derde Franse Republiek(1870-1940)

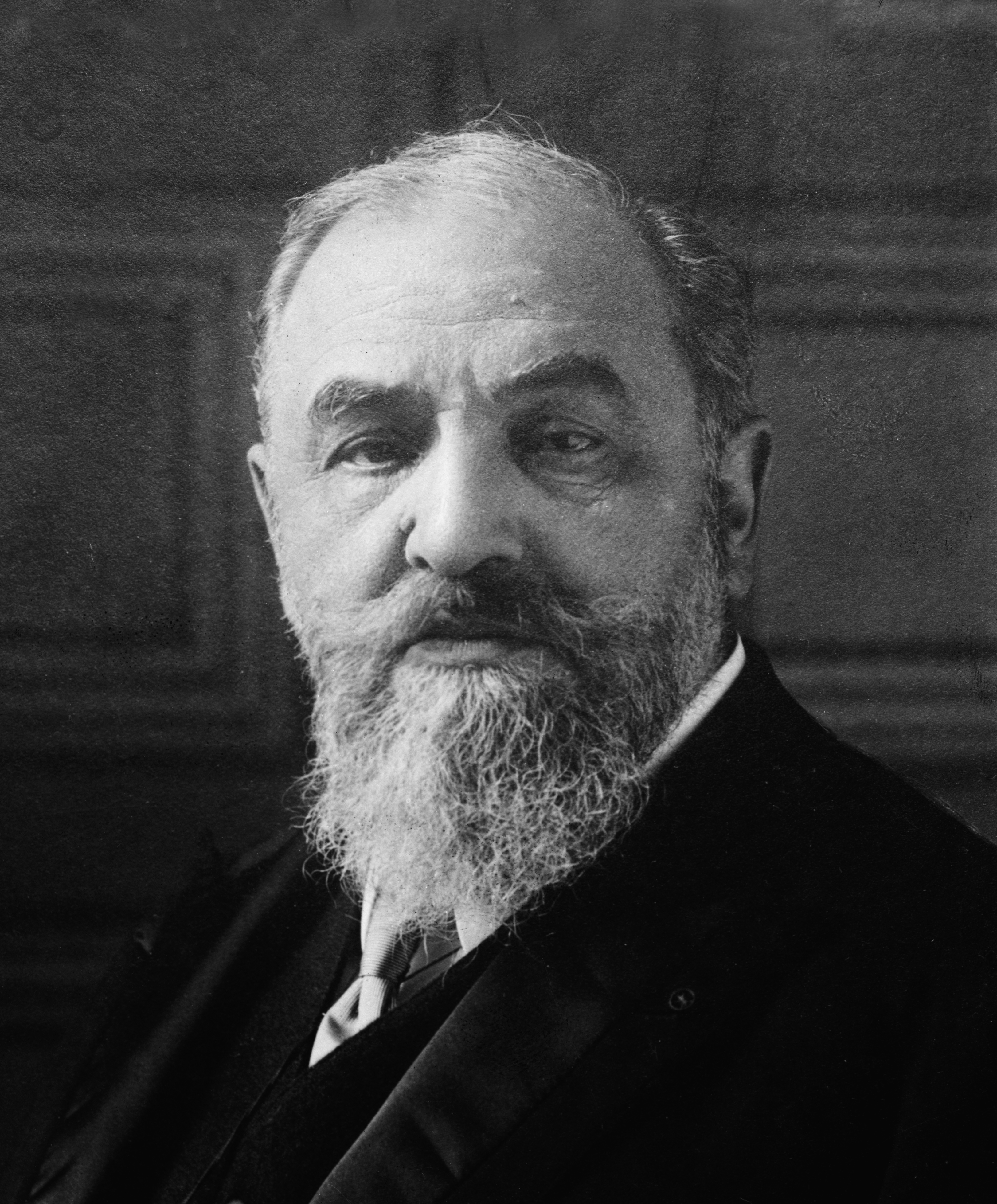
Léon Bourgeois

Voorzitters van de Senaat:
| Voorzitters                                  | Begin termijn    | Einde termijn    |
| -------------------------------------------- | ---------------- | ---------------- |
| Edmé-Armand-Gaston, Duc d'Audiffret-Pasquier | 13 maart 1876    | 15 januari 1879  |
| Louis Martel                                 | 15 januari 1879  | 25 mei 1880      |
| Léon Say                                     | 25 mei 1880      | 2 februari 1882  |
| Philippe Le Royer                            | 2 februari 1882  | 24 februari 1893 |
| Jules Ferry                                  | 24 februari 1893 | 17 maart 1893    |
| Paul-Armand Challemel-Lacour                 | 27 maart 1893    | 16 januari 1896  |
| Émile Loubet                                 | 16 januari 1896  | 18 februari 1899 |
| Armand Fallières                             | 3 maart 1899     | 17 januari 1906  |
| Antonin Dubost                               | 16 februari 1906 | 14 januari 1920  |
| Léon Bourgeois                               | 14 januari 1920  | 22 februari 1923 |
| Gaston Doumergue                             | 22 februari 1923 | 13 juni 1924     |
| Justin de Selves                             | 19 juni 1924     | 9 januari 1927   |
| Paul Doumer                                  | 14 januari 1927  | 13 mei 1931      |
| Albert Lebrun                                | 11 juni 1931     | 10 mei 1932      |
| Jules Jeanneney                              | 3 juni 1932      | 9 juli 1940      |

## Vierde Franse Republiek(1946-1958)

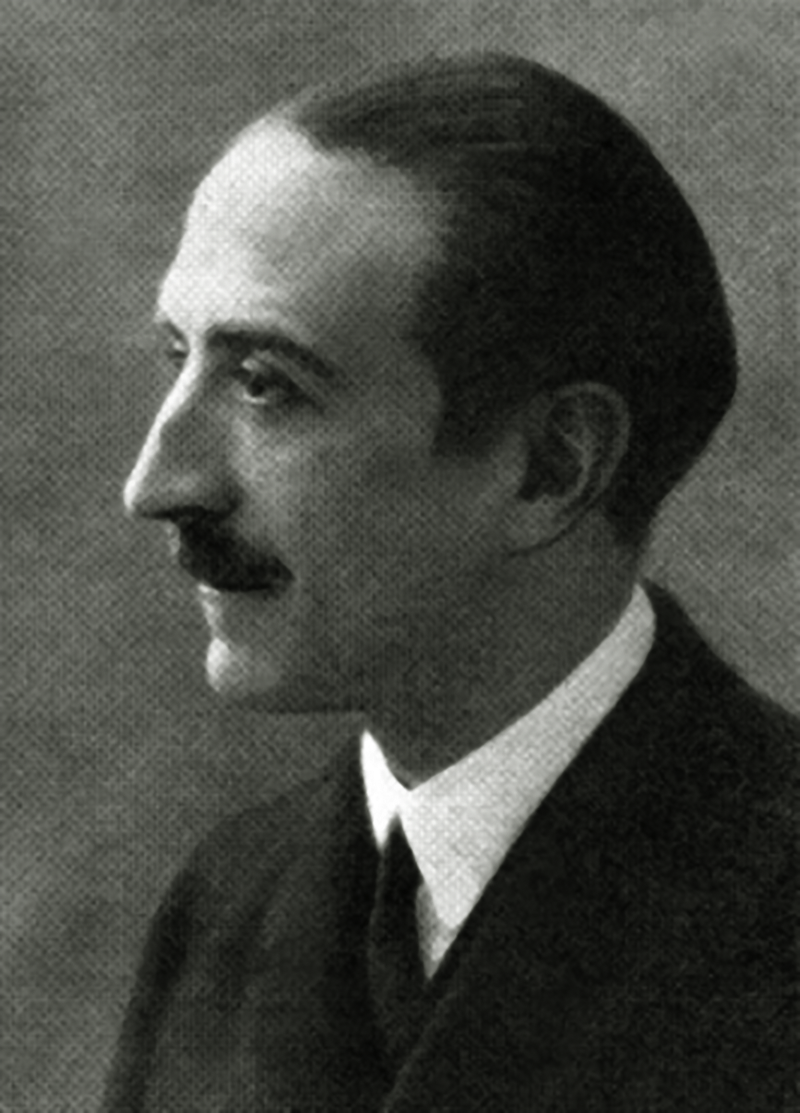
Auguste Champetier de Ribes

Voorzitters van de Conseil de la République:
| Voorzitters                 | Begin termijn    | Einde termijn  |
| --------------------------- | ---------------- | -------------- |
| Auguste Champetier de Ribes | 27 december 1946 | 6 maart 1947   |
| Gaston Monnerville          | 18 maart 1947    | 4 oktober 1958 |

## Vijfde Franse Republiek(sinds 1958)

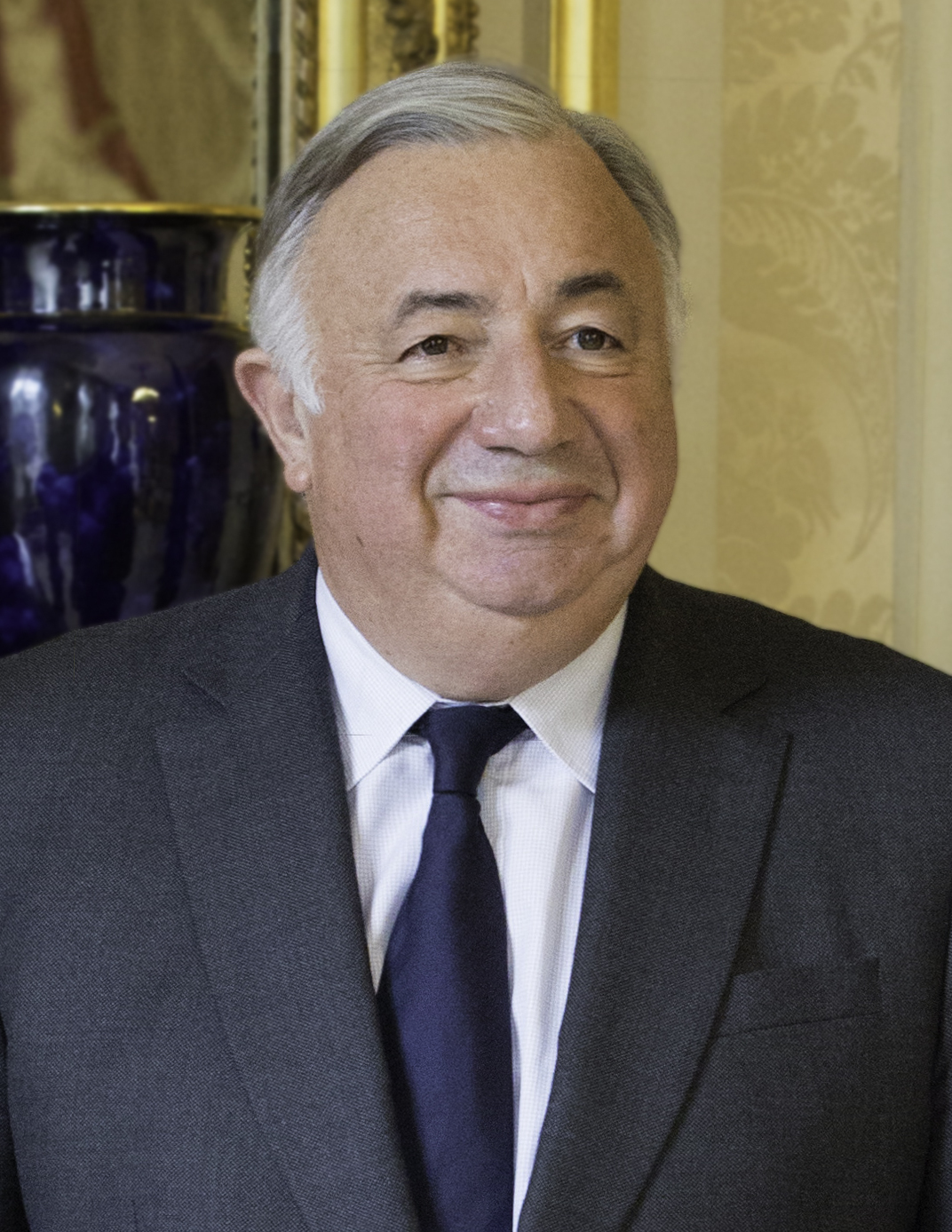
Gérard Larcher

Voorzitters van de Senaat:
| Voorzitters        | Begin termijn   | Einde termijn     |
| ------------------ | --------------- | ----------------- |
| Gaston Monnerville | 9 december 1958 | 2 oktober 1968    |
| Alain Poher        | 3 oktober 1968  | 1 oktober 1992    |
| René Monory        | 2 oktober 1992  | 1 oktober 1998    |
| Christian Poncelet | 1 oktober 1998  | 30 september 2008 |
| Gérard Larcher     | 1 oktober 2008  | 30 september 2011 |
| Jean-Pierre Bel    | 1 oktober 2011  | 30 september 2014 |
| Gérard Larcher     | 1 oktober 2014  | heden             |